# ホワイト・ローズ
ホワイト・ローズ（英: White Rose Cocktail）は、ジンベースのカクテル。

## 概要
「ホワイト・ローズ」は「白いバラ」の意。出来上がりの液色は黄色ががっているが、浮かぶ卵白の泡がバラに例えられる

## レシピの例
『サヴォイ・カクテル・ブック』掲載のレシピを以下に挙げる。
材料
- ドライ・ジン - 3/4
- マラスキーノ - 1/4
- オレンジ1/4個ぶんのフレッシュジュース
- レモン1/4個ぶんのフレッシュジュース
またはライム1/2個分のフレッシュジュース
- 卵白 - 1個分

作り方
1. 全ての材料をシェイクして、ミディアムサイズのカクテルグラスに注ぐ。